# Pièce de chasse

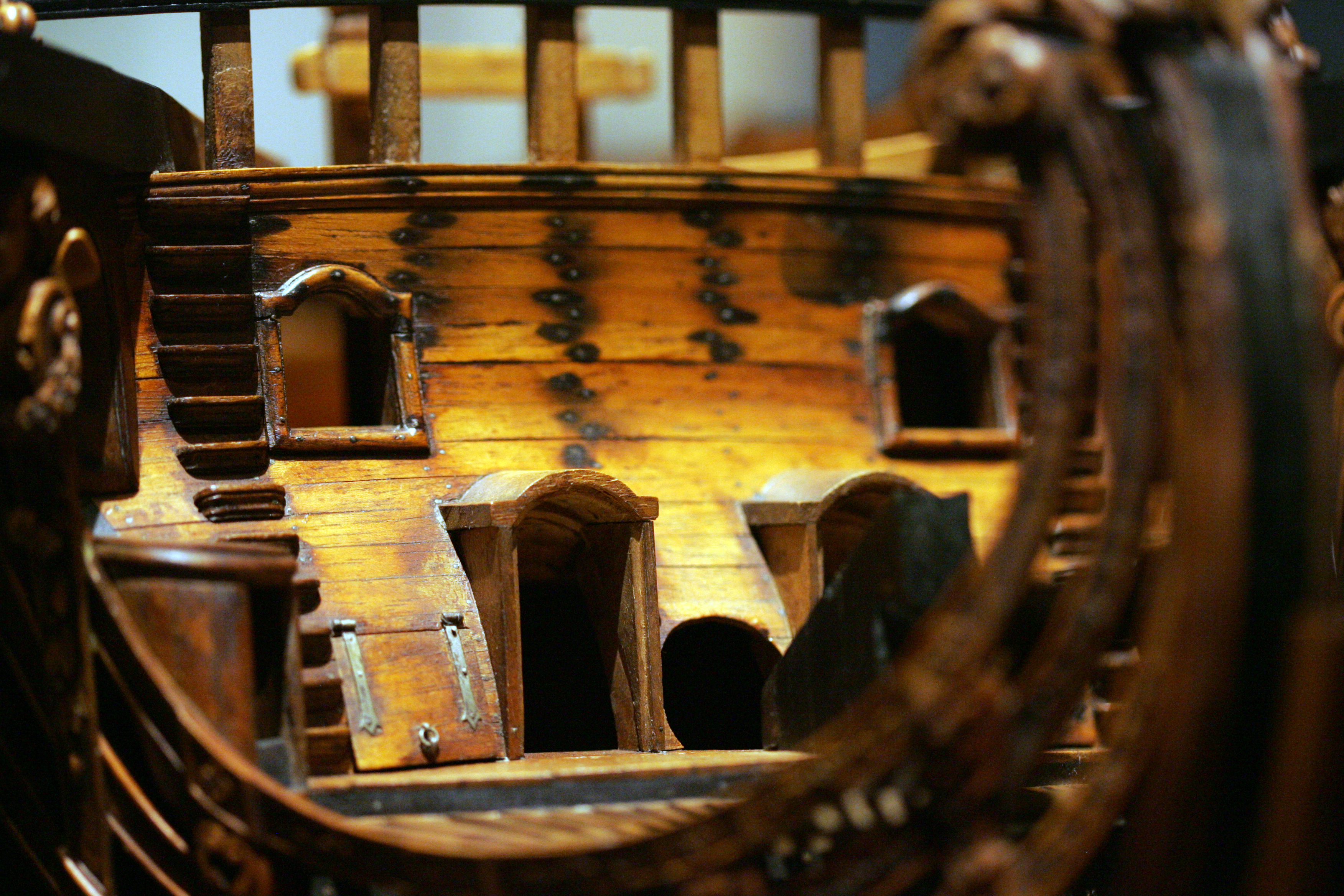
Proue du. Les deux ouvertures dans le mur du gaillard d'avant permettent de tirer de chaque côté du beaupré.

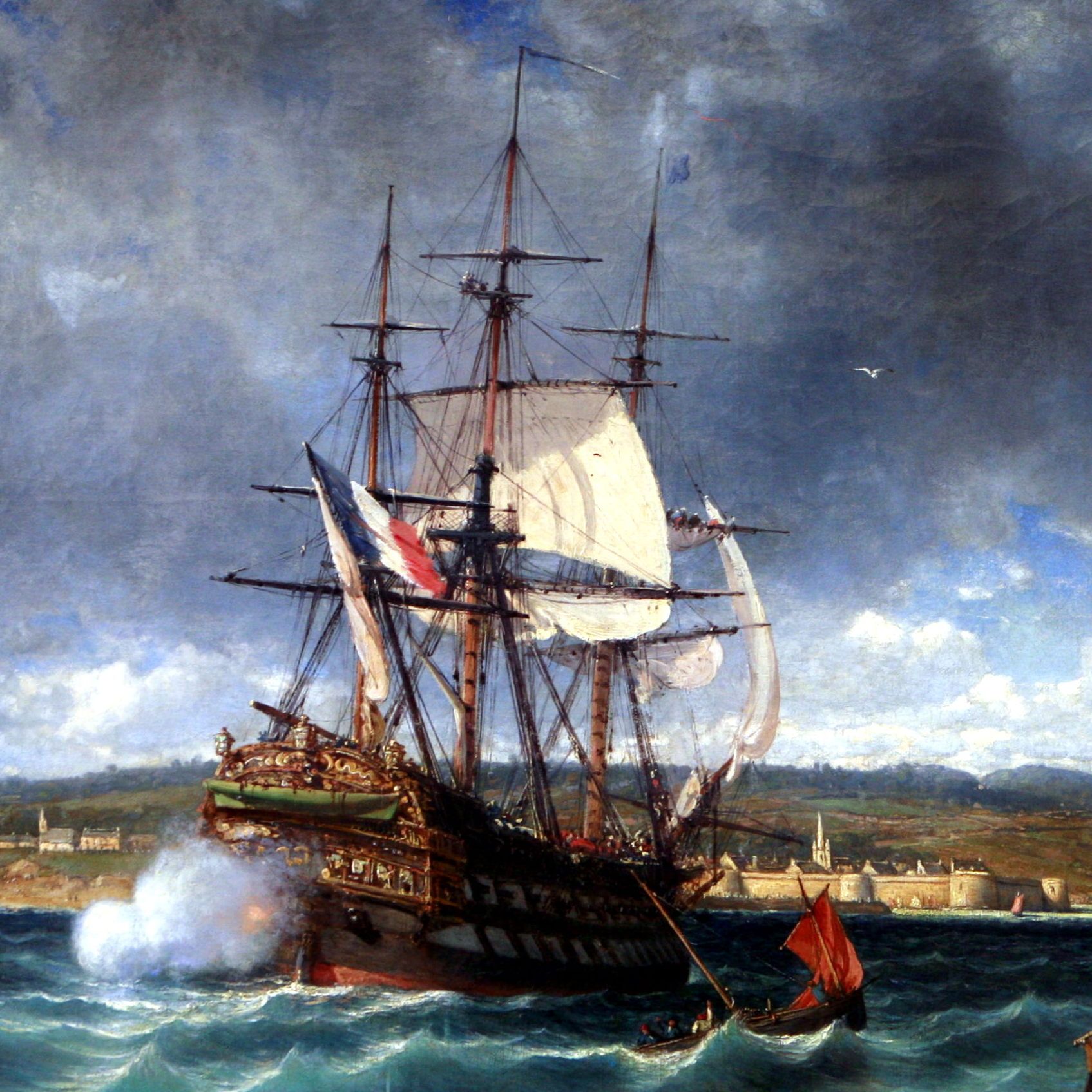
Le, pourchassé par une escadre britannique, cherche refuge dans la rade de Concarneau. La fumée à sa poupe indique qu'il fait feu de ses pièces de retraite.

Une pièce de chasse est un canon monté à la proue ou à la poupe (dans ce cas on parle alors de pièce de fuite ou de pièce de retraite) d'un voilier. Orientée dans l'axe de la marche du navire, elle permet de ralentir un navire ennemi poursuivant ou poursuivi, en essayant d'endommager son gréement. Ces pièces de chasse sont souvent montées par paire, permettant un tir de part et d'autre du beaupré ou du gouvernail.

## Fonctionnement
Les pièces de chasse situées à la proue peuvent être soit des canons ramenés depuis le pont-batterie et placés dans des ouvertures prévues à cet effet, soit des canons à âme longue et à projectiles léger, dont c'est l'unique emploi.
Les pièces de fuite de poupe peuvent elles aussi être improvisées, ou rester en permanence dans la cabine, faisant alors partie intégrante du mobilier.

## Emploi
À l'époque de la navigation à voile, l'art de la manœuvre était si avancé que les poursuites pouvaient parfois durer des heures ou des jours et l'utilisation de chaque souffle de vent était critique. Un coup au but chanceux d'une pièce de chasse pouvait entraîner la déchirure d'une voile si le vent était fort, ou une diminution significative de la vitesse du navire.
Durant la Seconde Guerre mondiale, la Royal Navy utilise des pièces de chasse de proue, souvent des canons de 2 livres sur les destroyers de classe Hunt. Celles-ci permettent, durant l'escorte de convois, de réagir promptement aux attaques rapides menées par les S-boote,.

## Source
- (en) Cet article est partiellement ou en totalité issu de l’article de Wikipédia en anglais intitulé « Chase gun » (voir la liste des auteurs).